# Исхак паша
Исхак паша (на османски турски: إسحق پاشا, на турски: İshak Paşa) е османски генерал, държавник и велик везир.

## Биография
Исхак паша е с не докрай изяснено потекло, но по всяка вероятност южнославянско (хърватско) или гръцко. Според историческите изследвания биографията на Исхак паша е възможна смесица от биографиите на двама отделни човека. Служи при трима султани – Мурад II, Мехмед II и Баязид II.
Около 1451 г. Исхак паша е назначен за бейлербей на Анатолия. Същата година Мехмед II го принуждава да се ожени за вдовицата на баща му, Мурад II, Хатидже Халиме Хатун. Между 1469 и 1472 г. за първи път е назначен за велик везир и в този период прехвърля част от тюркското население на анатолийския град Аксарай в Константинопол, който след завладяването си е обезлюден. Днес кварталът в Истанбул, в който са заселени тези хора, се нарича също Аксарай.
За втори път Исхак паша е велик везир при султан Баязид II през 1481 – 1482 година. В 1483 година Исхак паша е уволнен като велик везир заради възрастта и здравето си. Заради заслугите си е назначен за санджак-бей на Солун. Умира през май или 30 януари 1487 година в Солун, след което е погребан в Инегьол.